# Курусу-Куатия (департамент)
Департамент Курусу-Куатия  (исп. Departamento de Curuzu Cuatia) — департамент в Аргентине в составе провинции Корриентес.
Территория — 8911 км². Население — 44384 человек. Плотность населения — 5,00 чел./км².
Административный центр — Курусу-Куатия.

## География
Департамент расположен на юге провинции Корриентес.
Департамент граничит:
- на северо-востоке — с департаментом Мерседес
- на востоке — с департаментом Пасо-де-лос-Либрес
- на юго-востоке — с департаментом Монте-Касерос
- на юге — с провинцией Энтре-Риос
- на западе — с департаментами Эскина, Саусе
- на северо-западе — c департаментом Гоя

## Административное деление
Департамент включает 2 муниципалитета:
- Курусу-Куатия
- Перугорриа

## Важнейшие населенные пункты[3]
| № | Населённый пункт      | Населённый пункт (исп.) | Категория | Население чел. (2010) | На карте                        |
| - | --------------------- | ----------------------- | --------- | --------------------- | ------------------------------- |
| 1 | Курусу-Куатия         | Curuzú Cuatiá           | город     | 34470                 | 29°47′20″ ю. ш. 58°03′27″ з. д. |
| 2 | Перугорриа            | Perugorría              | город     | 3043                  | 29°20′23″ ю. ш. 58°36′28″ з. д. |
| 3 | Касадорес-Коррентинос | Cazadores Correntinos   | поселок   | 456                   | 29°58′55″ ю. ш. 58°18′06″ з. д. |